# Alquerque
Alquerque (também chamado alguergue) é um jogo de tabuleiro de estratégia, que conhece 3 variedades clássicas: o alquerque dos três, o alquerque dos nove e o alquerque dos doze. As duas primeiras variantes são as mais antigas e serão oriundas do Oriente Médio, sendo que os seus precursores históricos provirão do Antigo Egipto. O alquerque dos doze já era jogado na Europa do século XIII. Foi este jogo, que serviu de base ao jogo das Damas e do Fanorona, jogo nacional de Madagáscar.
O rei Afonso X de Castela fez menção deste jogos, nas suas três variantes, na sua obra o "Livros dos Jogos", também chamado «Livro de xadrez, dados e tabuleiros».

## Etimologia
O substantivo alquerque, provém do árabe القرقات  Al-Qirkat, lit. «O tabuleiro».

## História

### Precursores antigos

#### Antigo Egipto
Presuntivamente, o jogo precursor das variedades do alquerque dos tres e dos nove terá nascido no Antigo Egipto, pelo que se se encontraram tabuleiros gravados na pedra no telhado do templo de Kurna na cidade de Luxor, datados de 1500 a.C. que se destinariam a esse fim.

#### Grécia Antiga

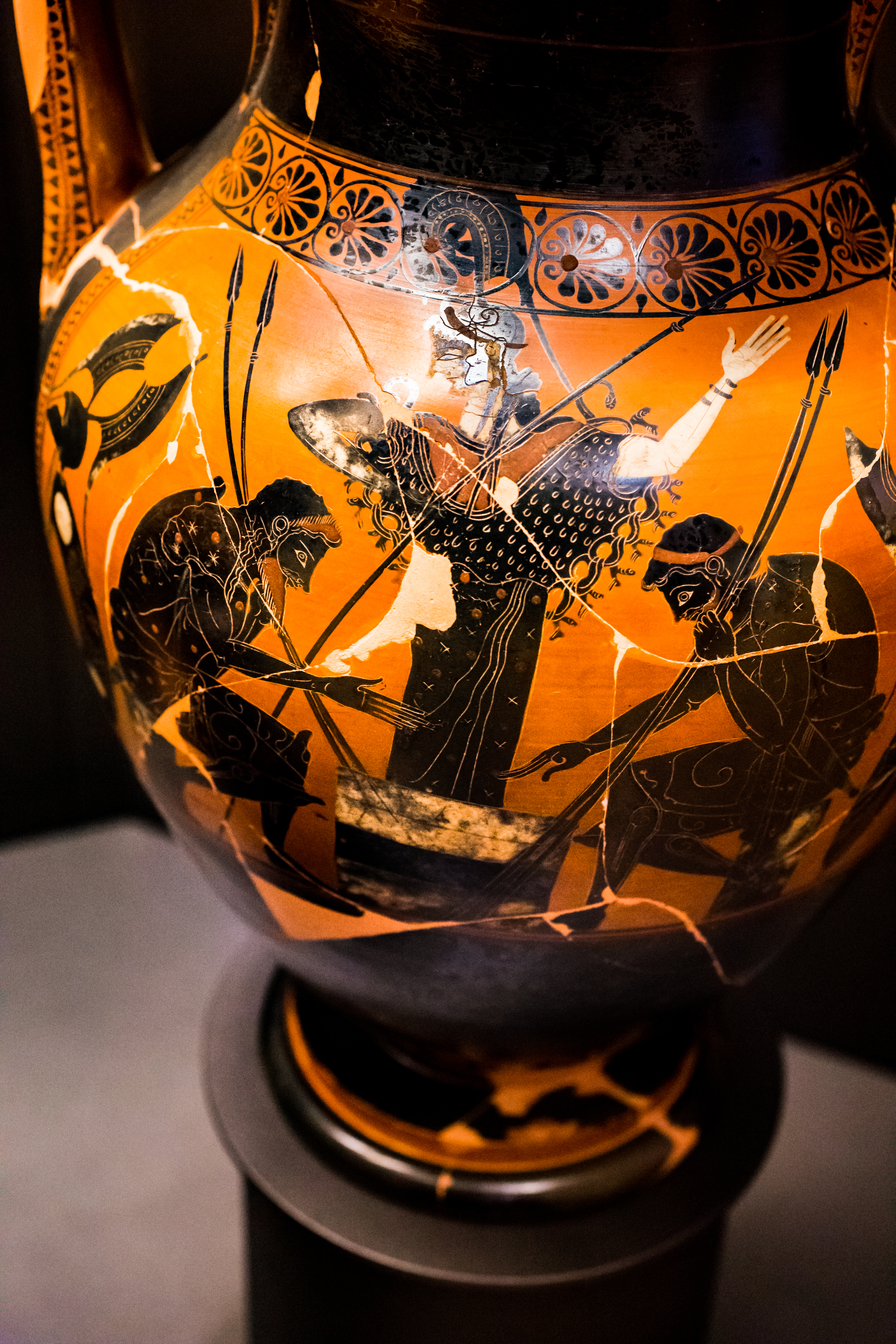
Ájax e Aquiles a jogar ao penta grammai, quando são interrompidos por Atena- arte vascular grega

O jogo terá chegado aos gregos antigos, se bem que não se saiba a data exacta, sabe-se que já no séc. V a.C se jogava uma versão, que era designada de "jogo das cinco linhas" («Pente Grammai», daqui originará o vocábulo "pentagrama"), porque na época o jogo ainda seria composto apenas de um só quadrado (quatro linhas), intersectado por uma diagonal (a quinta linha). Esta quinta linha dava pelo nome de "linha sagrada", pela sua importância no jogo, num poema de Alceu de Mitilene, do séc. V a.C., alude a essa importância. Esse verso, ulteriormente teve relevo aforístico "retirar a peça da linha sagrada" era um aforismo usado por generais gregos para se referirem à perda de uma posição estratégica, conforme resulta da passagem 97 do capítulo VII do Onomasticon de Polux.
O jogo também foi, por vezes designado "jogo dos heróis", por se acreditar que teria sido jogado na época heróica, havendo representações vasculares de Aquiles e Ájax a jogar o penta grammai. O jogo destinava-se a dois jogadores, cada qual, posto frente-a-frente, sendo que além das peças e das cinco linhas, também se jogava com o auxílio de um dado. Há versões deste jogo em que as cinco linhas estão dispostas como num quadrado com uma diagonal ao meio, enquanto que noutras representações aparece como um rectângulo com cinco linhas paralelas, não se sabe se será uma variante do tabuleiro, se será uma representação apócrifa.
O exemplar mais antigo, alguma vez descoberto na Grécia, foi um tabuleiro de terracota, descoberto em Anagiros na Ática, numa sepultura do século VII a.C., que se acredita que poderá ter sido usado para jogar o jogo das cinco linhas.

#### Roma Antiga
Na Roma Antiga havia um jogo, percursor do alquerque, que se chamaria o "jogo das doze linhas" (Duodecim Scripta), que se jogava num tabuleiro análogo ao pente grammai grego ou mesmo ao jogo das nove linhas egípcio. O nome é intuitivo, jogava-se num tabuleiro de doze linhas.
Tratar-se-ia de um jogo de sorte e de estratégia, com semelhanças ao gamão moderno. As peças, que seriam entre 12 e 30, representavam homens, sendo que, por vezes eram designadas exactamente como tal, e apresentavam as cores preta e branca. Havia capturas de peças, saltando sobre a peça do adversário e ocupando a casa por ela ocupada. As peças capturadas saiam do tabuleiro e regressavam ao jogo mais tarde. O vencedor seria aquele que completasse o percurso do jogo, ou capturando os "homens" do adversário ou impossibilitando a captura dos seus homens.  Além das peças, também se jogaria com dois ou três dados, consoante se jogava com 12 ou 30 peças. Não se conhece em que posições estariam as peças ao começar o jogo.

Com base na passagem « ὀπισθιδίη ὁδὸς» escrita por Agátias fica-se com a ideia de que o jogo tanto se poderia jogar em casa como na rua.

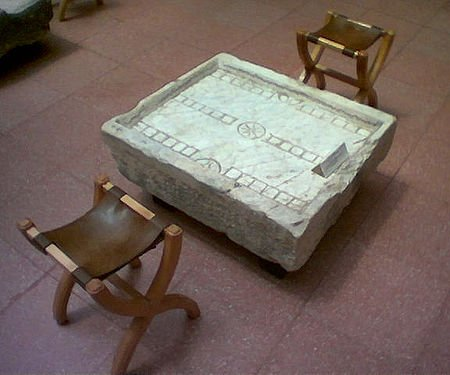
Tabuleiro do jogo das doze linhas no museu de Éfeso

O tabuleiro dava pelo nome de tabula, ou, mais raramente abacus, ou, ainda, se tivesse uma borda com relevo, alveus (por exemplo, Plínio, no capítulo XIII, do Livro VII, da obra História Natural, menciona «“alveus cum tesseris lusorius»- lit «tabuleiros com dados de jogar»); às 'peças chamavam-se "homens" ou então "pedrinhas", do gr. ψῆφοι ( 'psífoi' = lit. «pedrinha; seixo; gogo») ou do lat. "calculi" (pedrinha); à situação do jogo num dado momento chamava-se θέσις (gr. 'thésis' = lit. «posição; disposição»); Ao avanço com a peça, τιθέναι (tithénai= pisar, pousar, depositar, colocar), chamava-se "colocação"; à retirada ou captura de uma peça do tabuleiro ἀνατιθέναι (gr. 'anathema' = lit. «remeter; preterir») ou reducere (lat.), chamava-se "retirada".
Dada a popularidade da língua grega no império romano, à data em que se jogava este jogo, alguns termos designavam-se pelo nome grego, não tendo chegado até nós o seu equivalente latino.
O primeiro jogador romano de duodecim scripta de que há registo foi o cônsul  Públio Múcio Cévola, que viveu no século II a.C., de acordo com Cícero, Públio jogava tão bem que "era capaz de jogar de olhos vendados" (o que poderá muito bem ser simplesmente uma força de expressão).
Quintiliano,na obra Institutio Oratoria, Livro décimo primeiro, capítulo II, inclusive faz o relato de que Cévola, certa vez, depois de perder um jogo, foi capaz de se recordar de todas as jogadas anteriores, indicando concretamente a jogada em que cometera um erro fatal do jogo e confirmando com o adversário as passagens e jogadas que cada um fez. Isto é citado, com o intuito de salientar a boa memória do cônsul.

#### Vestígios encontrados Mediterrâneo da Idade do Bronze
Tendo dito isto, há vestígios de jogos protótipos ou percursores do al-qirkat, um pouco por toda a orla Mediterrânea. Há vestigios da Idade do Bronze, de peças de jogar, a que chamamos «Tiras», encontradas gravadas na pedra, nas regiões alpinas, maxime ao pé do lago Garda. Há vestigios de tabuleiros semelhantes ao do al-qirkat gravados nos rochedos na Galiza, em Maia e Baiona, que datam da época romana, sendo certo que também já foram encontrados outros exemplares desse período na antiga cidade de Mulva (actual Sevilha).

### Alquerque

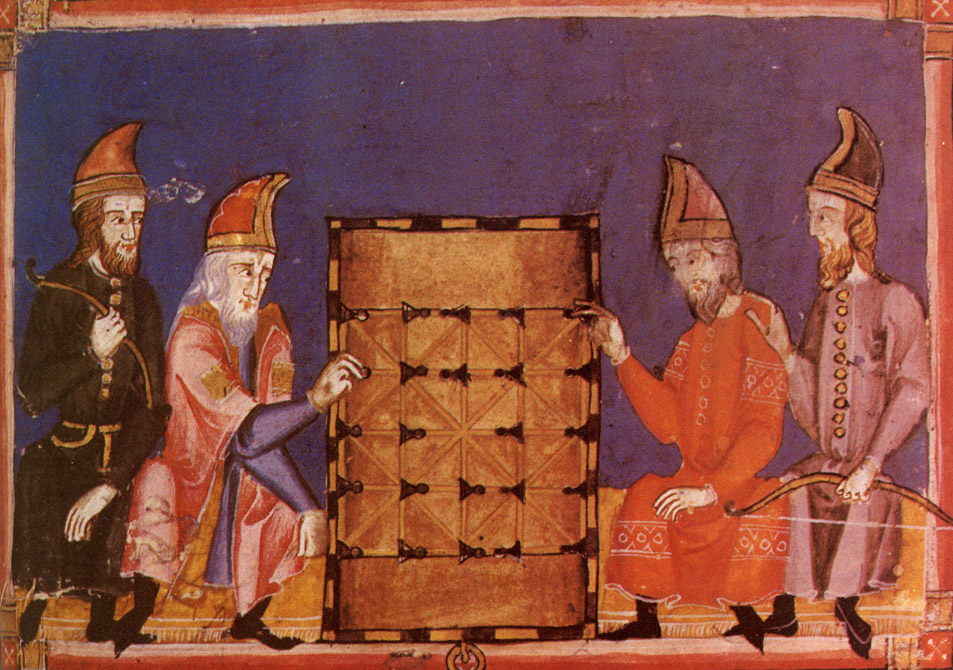
Uma ilustração do jogo no Libro de los Juegos.

Tal como consta da obra «Board and Table Games from Many Civilizations» de R. C. Bell, aquele escreve que «quando os mouros invadiram a Península Ibérica, no séc. VIII, trouxeram El-qirkat consigo».. Portanto, sabe-se que o jogo já existiria, pelo menos, desde o século VIII, na sua forma perfectivada, fosse como alquerque dos seis, dos nove ou dos doze.
O Jogo não aparece na literatura até o final do século X, quando o autor Abu al-Faraj al-Isfahani faz menção ao al-qirkat no «Kitab al-Aghani» (lit. Livro das Canções), obra de vinte e quatro volumes, onde, todavia, não consta qualquer menção das regras do jogo. As regras mais antigas conhecidas do jogo do alquerque dos doze são as que aparecem, no século XIII, na obra «Livro de xadrez, dados e tabuleiros» de Afonso X de Castella. Em  1283, no reinado de Afonso X de Castela já há registos a respeito do alquerque do 3, do 9 e do 12.
O alquerque dos doze fundiu-se no século XV com o tabuleiro de xadrez e deu lugar às damas.
A "regra do sopro", terá surgido em França no séc.XV, já quando o jogo começava a adquirir a feição de jogo das damas e consistia numa inovação às regras, que passava por penalizar o jogador que, por esquecimento ou outro motivo, não efectuasse uma captura da peça do adversário, quando tinha a oportunidade para o fazer. Passava, então a instituir-se a obrigatoriedade de capturar a peça do adversário, obrigação essa que existe em alguns jogos do alquerque, mas que não é comum a todos, mesmo no alquerque moderno.

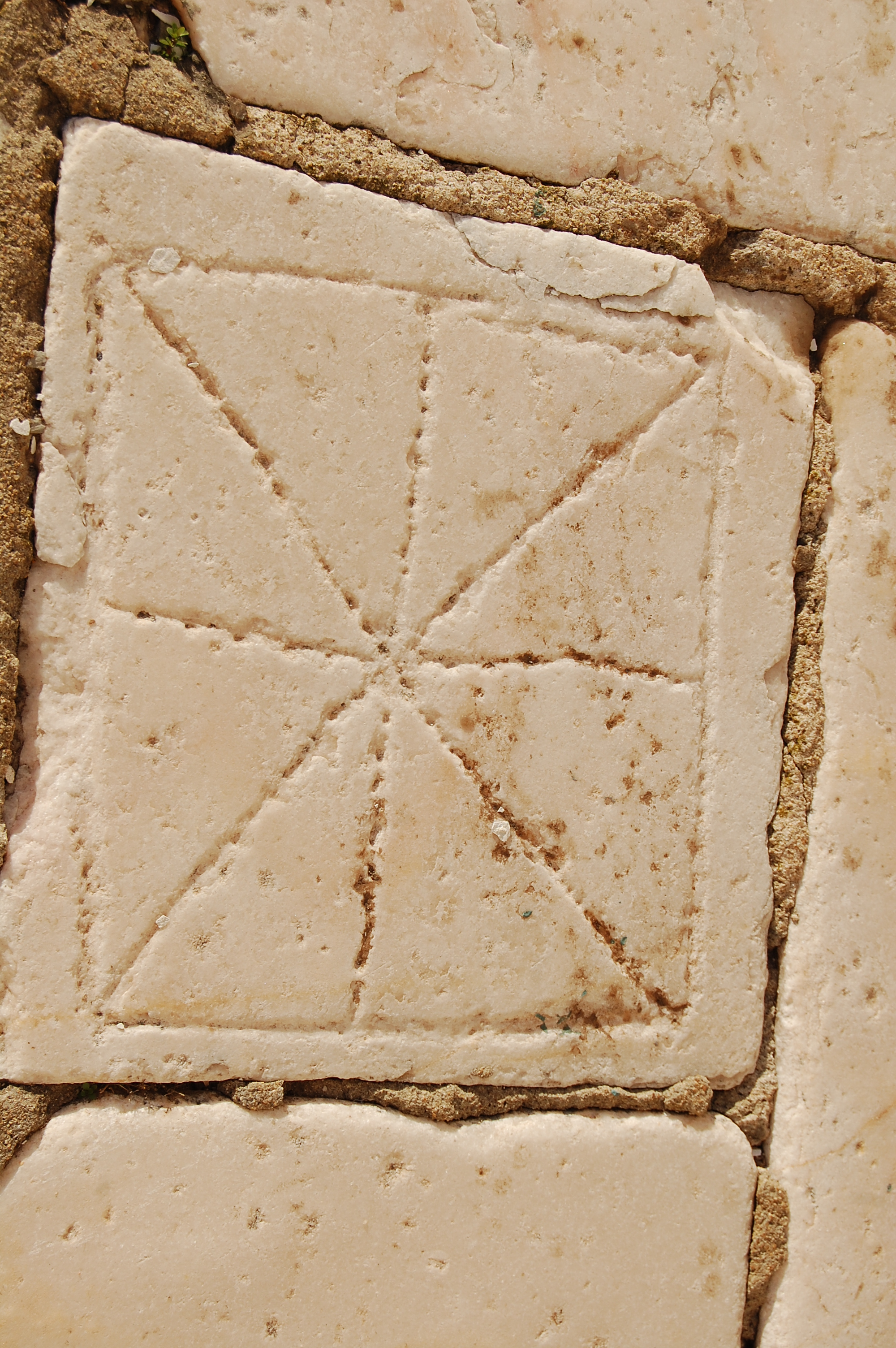
Vestígio de jogo do alquerque dos seis - Igreja das Servas, torre e claustro - igreja em Borba, Portugal

De acordo com o autor Arie Van Der Stoep, há registos da época, que mostram ter-se popularizado a prática de retirar a peça do jogador que não efectuou a captura obrigatória, chegá-la aos lábios e soprar-lhe em cima, antes de a retirar do tabuleiro. Daí o nome "regra do sopro" e da ulterior expressão "soprar a peça". Por torno do séc. XII, presuntivamente, no sul de França, o jogo de alquerque foi adaptado usando peças de gamão num tabuleiro de xadrez. Cada peça foi alcunhada de "fers", o mesmo nome que, então, se dava à rainha no xadrez, daqui se terá propiciado o ulterior aparecimento do jogo das damas, por ambas se movimentarem no tabuleiro da mesma maneira.

#### Vestígios arqueológicos em Portugal
Há uma tendência arqueológica portuguesa expressiva, que se caracteriza pela presença de tabuleiros de jogo gravados nos muros baixos e nos degraus das escadarias de inúmeros monumentos portugueses, desde a Alta Idade Média, até depois do Renascimento. A título de exemplo, encostado à muralha do castelo de Castelo Rodrigo, há vestígios de um tabuleiro do alquerque dos nove gravado na pedra. O mesmo sucede com a escadaria da Igreja das Servas, em Borba.
Na cidade de Lisboa, foram inventariados cerca de 18 locais com gravuras associadas a este jogo.
Na nomenclatura tradicional portuguesa, as peças do jogo do alquerque também podem, elas-mesmas, dar pelo nome de alquerque, há também a possibilidade de se chamar alquerque ao jogo e alguergue às peças ou vice-versa.

## Variantes Modernas
O alquerque deu lugar a uma infinidade de variantes, como o fetch marroquino ou o terhüchü do nordeste indiano, ambos jogos de tabuleiro quadrado, como o alquerque. Deu, também, origem ao awithlaknannai (lit. «luta de serpentes»), jogado pelos ameríndios zuni, do Novo México que é jogado com um tabuleiro rectangular.
Deu, ainda, origem ao peralikatuma, que se joga no Sri Lanka.
Há outras variantes mais complexas, como o «zamma», também chamado srand, dahmet e damma, da Mauritânia e o dablot prejjesne da Lapónia, que se jogam com três tipos de peças diferentes.

## Regras

Um tabuleiro de Alquerque vazio

O tabuleiro é quadrado e divide-se em dezasseis quadrados. Todos os dezasseis quadrados são atravessados por linhas paralelas e diagonais, que foram vinte e cinco intersecções  (a que se chamam pontos ou casas) onde de se põem as 24 peças. Há 12 peças de uma cor e outras 12 de outra, normalmente branco e preto.
Há, portanto, uma intersecção que fica vazia, sem nenhuma peça lá posta. É por aí que se começa o jogo, o primeiro jogador, tem necessariamente, na sua primeira jogada, que pôr uma peça para nessa casa vazia. O segundo jogador, então, passa por cima da peça que foi jogada pelo adversário, servindo-se, para isso, de qualquer uma das suas peças que esteja adjacente e pousando-a no ponto vazio no tabuleiro, que se abriu, quando o primeiro jogador jogou. Ao fazer isto, o segundo jogador captura ou retira do jogo a peça adversária por cima da qual jogou (coloquialmente, a isto chama-se "comer a peça", nomenclatura que se usa, também, comummente no jogo das damas, quando se passa por cima de uma peça adversária).
O objectivo do jogo é ir capturando peças ao adversário até que não lhe sobrem mais peças ou, então, impedir o adversário de capturar mais peças, o que se consegue quando se põem as peças ao longo das arestas do tabuleiro, deixando de haver a possibilidade de saltar por cima delas, por não haver linhas paralelas ou diagonais, que permitam passar por cima da peça e aterrar numa casa livre (a isto chama-se coloquialmente "afogar o jogo").
O jogo incipia-se com dada jogador a posicionar as suas respectivas 12 peças em 2 fileiras o mais próximo de si. O jogo joga-se por turnos.
Regras minuciadas:
- Uma peça pode ser movida a partir do seu ponto, a qualquer ponto adjacente enquanto o ponto estiver vazio, seguindo as linhas paralelas ou diagonais do tabuleiro.
- É possível mover peças, avançando uma casa ou ponto, para diante, desde que aquele ponto ou casa esteja livre.
- Uma peça pode saltar sobre uma peça adversária e removê-la do jogo, se essa peça adversária for adjacente e o ponto além dela estiver vazio;
- Dependendo das variantes do jogo do alquerque, é possível dar vários saltos sobre várias peças adversárias, que estejam espaçadas entre si, com uma só peça, encadeando assim a captura de todas as peças sobre as quais se saltou. Nalgumas versões é obrigatório fazê-lo, noutras é facultativo e noutras, ainda, não é permitido de todo.
- Dependendo da variante do jogo do alquerque, as oportunidades de captura são obrigatórias, sendo que se não forem feitas, quando havia a oportunidade, a peça que não saltou é retirada do jogo como penalização (a isto se designa, coloquialmente, "soprar a peça", mercê da regra francesa, que foi introduzida no século XV). Há variantes do alquerque em que não existe esta obrigação/penalidade.

## Regras adicionais
R.C. Bell desenvolveu regras adicionais, afirmando que aquelas dadas por Afonso X "não eram suficientes para se poder jogar". Estas regras extras são:
- As peças não podem mover-se para trás, mas podem comer peças que estejam para trás de si;
- As peças não podem retornar à mesma casa onde já estiveram na mesma jogada, nas jogadas seguintes podem.
- Quando uma peça chegar a uma casa da fileira de trás do adversário só pode mover-se para capturar as peças adversárias, caso contrário fica imobilizada

Bell também inclui um sistema de pontuação para avaliar as partidas.